# 斯瓦特县
斯瓦特县，是巴基斯坦开伯尔-普什图省（原西北边境省）东北部的一个县，距离伊斯兰堡160公里。该县面积约8,786平方公里，总人口约1,533,000。斯瓦特县首府为塞杜沙里夫（Saidu Sharif）。主要城镇有明戈拉（Mingora）。该地景色秀丽，被称作“巴基斯坦的瑞士”。主要景点有卡拉姆山谷等地。

## 历史
这里是從前莲华生的故鄉乌仗那国。

## 文化
这里以前是密教流行的地方。藏文密续中有佛陀赴乌杖那国，向恩陀羅菩提王与王妃、王子等化现密集坛城，举行灌顶，传授《密集本续》的紀錄。

## 旅游地
- Behrain風景區—在卡拉姆山谷里面
- 明戈拉
- 斯瓦特河流域